# Daju (Volk)
Das Volk der Daju (Dājū) ist der dominierende Stamm im südöstlichen Tschad, der an die sudanesische Region Darfur grenzt. Ein alternativer Name für das Volk ist Bokoruge.

## Volk
Zugehörigkeit zu den Dājū definiert sich über die gemeinsamen Vorfahren und die Sprache, dem Dājū, das der nilosaharanische Sprachengruppe zuzurechnen ist. Von deren geschätzten 65.000 Sprechern leben etwa 40.000 im Tschad. Eine weitergehende Unterscheidung nach Dialekten ist versucht worden. Die meisten Kinder erhalten Koranunterricht, so dass die meisten Dājū mit tschadischem Arabisch vertraut sind.
Das Hauptsiedlungsgebiet erstreckt sich in westlicher Richtung in einem Halbkreis etwa 120 km um Goumbatou und über die Grenze in den Sudan. Heute gibt es weitere dajusprachige Gruppen südwestlich von Kaduqli und in Liguri in den Nubabergen, um Nyala sowie am Fluss Sopo. Im 20. Jahrhundert wanderte ein Teil des Stammes wieder in Richtung Darfur, viele flüchteten vor den Kämpfen des letzten Jahrzehnts wieder zurück in den Tschad, wo sie größtenteils in Lagern leben.
Die Islamisierung der Region begann im 16. Jahrhundert mit dem Aufstieg des Reiches von Wadai. Der Islam blieb zunächst eine Religion der Oberschicht, das Volk war nur insofern „muslimisch“ als dass es einem islamischen Herrscher unterstand. Das hatte zur Folge, dass die Stammesangehörigen, als „Rechtsgläubige“ nicht versklavt werden durften, obwohl sie vergleichsweise dunkelhäutig sind. Vorislamische Traditionen blieben bis heute lebendig. So versuchten die Herrscher, die Zukunft weiterhin mittels des „Termiten-Orakels“, durch Beobachtung des Laufs von Ameisen, vorherzusagen. Dazu kommt der Glaube an Geister, die Getreide, Bäumen und Wasserlöchern innewohnen. Die heutigen Sultane haben keine politische Macht mehr, sind jedoch geachtet und spielen bei religiösen Zeremonien eine gewisse Rolle.

### Geschichte
siehe HauptartikelSultanat Dar Sila

### Gesellschaft
Der Stamm gliedert sich in einzelne Clans, die das Land besitzen, unter Ältesten (malik), die nach außen repräsentieren, früher auch Steuern einzogen und zu Gericht saßen. Die Haushalte der Freien (masākīn) unterlagen der Besteuerung (in Naturalien) durch den Sultan. Die Männer waren zum Waffendienst verpflichtet. Die nicht-muslimischen Sklaven wurden als Fertit und Kirdi bezeichnet. Die Sklaven im Haushalt des Sultans hatten einen sozialen Status, der an den ihres Herrn heranreichte. Sie wurden häufig in eigenen Dörfern angesiedelt. Andere Sklaven, im Status unter den Gemeinen, waren in die Haushalte ihrer Eigentümer integriert, sofern sie nicht als Handelsware nur kurzzeitig im Lande waren. Unterscheidbar waren Sklaven und Freie an ihrer Kleidung.

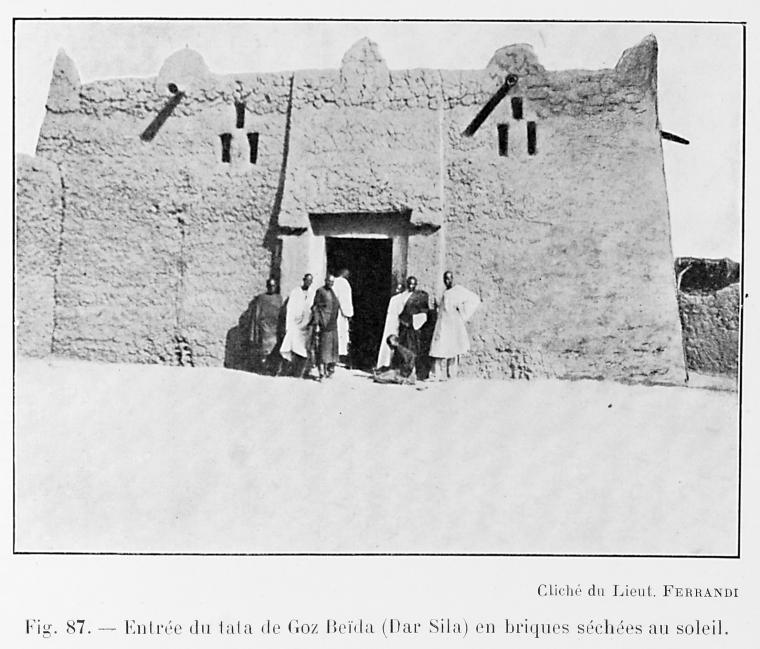
Gebäude aus sonnengetrockneten Lehmziegeln in Goz-Beida (vor 1918)

Die Gesellschaft ist patriarchalisch organisiert. Vererbt wird jedoch matrilinear. Zu den Aufgaben der Frauen gehört, außer dem Feldbau, die allgemeine Haushaltsführung und die alleinige Kindererziehung. Es ist üblich, mit Zweigen die Zähne zu weißen. Augenlider, Gaumen und Lippen werden mit Hilfe von Akaziennadeln tätowiert. Im Familienkreis zeigen sie sich oft barbrüstig.

#### Sultane
Die Position des Sultans war in der männlichen Linie erblich. Das Prinzip der Primogenitur wurde nicht konsequent angewandt, es konnten also auch jüngere Söhne oder Onkel väterlicherseits einem Herrscher nachfolgen, der üblicherweise einen Nachfolger designierte. Die Macht der einzelnen männlichen Angehörigen der Dynastie stützte sich auf Privatarmeen aus Gemeinen oder im Schusswaffengebrauch ausgebildeten Sklaven, deren Stärke normalerweise vom Status des Führers abhing. Selbst wenn es zu Thronfolgestreitigkeiten kam, trat man gegen äußere Feinde geschlossen auf. Die verlierenden Parteien blieben in der Großfamilie integriert. Diese Praxis unterschied sich von den Traditionen der Nachbarstaaten: In Wadai wurden Prätendenten geblendet, im Darfur in die Wüste geschickt (wenn auch mit Pension).
Der Sultan war theoretisch nur Gott verantwortlich und richtete über Leben und Tod. Sein bon plaisier wurde, ähnlich wie bei mittelalterlichen europäischen Königen, jedoch durch Traditionen beschränkt.

## Wirtschaft
Dār Sīla war das südlichste einer Reihe von Sultanaten, die zwischen den Reichen Wadai und Darfur lagen. Im Gegensatz zu den weiter nördlich gelegenen Sultanaten hat Dār Sila mit 600 bis 800 mm ausreichenden Jahresniederschlag und vergleichsweise artenreiche Vegetation. Die Dājū sind sesshafte Bauern. Angebaut werden Hirsesorten und Baumwolle. Im 20. Jahrhundert wurde Mais zu einem wichtigen Anbauprodukt. Ebenso üblich ist die Viehhaltung, jedoch werden kaum Kamele gezüchtet.
Nach der Eroberung und durch die 1911 beginnende italienische Besetzung von Tripolitanien und der Cyrenaica wurde der Transport von Sklaven durch Karawanen nach Bengasi unterbunden. Dazu kam noch die französische Politik des ungehinderten Warenverkehrs entlang der Straßen, was den Wegezoll abschaffte. Innerhalb des nächsten Jahrzehnts kam es zur Einführung der Bargeldwirtschaft und der vollkommenen Einbindung der Region in das kapitalistische koloniale Wirtschaftssystem. Ab 1917 waren alle Steuern, die sich nun nach der bebauten Landfläche richteten, in Geld zu zahlen, was erzwungenermaßen zum vermehrten Anbau von Cash Crops führte und so in der Region in Zeiten der Dürre oder Überflutung immer wieder Hungersnöte hervorrief. Viele der Einwohner mussten sich als Arbeitsmigranten bei Lohnarbeit verdingen. Dies geschah zum einen auf den Baumwollplantagen im Niltal, aber auch beim Eisenbahnbau und in der französischen Armee.
Ein großer Teil der ansässigen Bauern betreibt weiterhin Subsistenzwirtschaft, die wegen der zunehmenden Desertifikation und der Bevölkerungsexplosion in der Region immer schwieriger wird.